# Jean Claessens (dirigent)
Johannes Hubertus (Sjeng/Jean) Claessens (Berg en Terblijt, 16 november 1914 – Geleen, 27 februari 2005) was een Nederlands dirigent, muziekpedagoog en organist.

## Leven
Hij studeerde aan het Conservatorium Maastricht bij onder andere Henri Heydendael, Henri Hermans en Benoît Franssen en daar werd de basis gelegd voor een allround muzikale vorming, welke voltooid werd aan het Koninklijk Conservatorium Luik en aan het Koninklijke Conservatorium in Den Haag. Tot 1945 in het Zuiden van Limburg opererend als organist, leraar en dirigent van diverse harmonieorkesten en koren, verplaatste Claessens daarna zijn werkterrein naar Weert.
Aanvankelijk begonnen als organist aan de St. Martinuskerk aldaar, werd hem binnen een jaar ook de leiding van het kerkkoor toevertrouwd. Het repertoire van het St. Martinuskoor onderging een enorme wijziging. De a capella koorzang kwam tot grote bloei.
Ook op het terrein van de blaasmuziek werd door Claessens de draad snel weer opgevat. Zo volgde hij bij de Kerkelijke Harmonie "St. Joseph" Weert te Weert Simon Petrus van Leeuwen op als dirigent. Spoedig daarna ook Harmonie "Les Echo's de Dorplein". Van de in 1962 opgerichte Muziekschool Weert werd Claessens de eerste directeur. Claessens was het muzikale factotum van Weert: organist-dirigent aan de decanale kerk, directeur van de door hem opgerichte muziekschool, dirigent van de Weerter Oratorium Vereniging en dirigent van het Symphonie Orkest van Weert. Het pionierswerk van Claessens was voor een belangrijk deel gestoeld op zijn relaties in Tilburg, waar hij leraar theoretische vakken was aan het Brabants conservatorium te Tilburg. Hierdoor had hij gelegenheid veel semi-professionele krachten in te zetten in Weert.
In 1965 deed men vanuit Tilburg een beroep op hem om het adjunct-directeurschap van dit Brabants Conservatorium aldaar op zich te nemen. Tijdens zijn adjunct-directeurschap - met Louis Toebosch als directeur - maakte het Brabants Conservatorium een bijzonder artistieke en stormachtige ontwikkeling door, die het instituut een grote bekendheid verschafte tot ver buiten de Nederlandse grenzen.
Aan de sinds 1959 functioneren als Jurylid van de landelijke federaties en de Fedekam in Vlaanderen heeft hij ook na het bereiken van de pensioen vastgehouden.
Voor zijn vele en grote verdiensten op het terrein van de muziek ontving Jean Claessens in 1980 de Koninklijke onderscheiding: Ridder in de Orde van Oranje-Nassau. Verdere onderscheidingen zijn: Provinziale prijs Limburgse Blaasmuziek, Gouden Speld van de "Federatie Katholieke Muziekgezelschappen (FKM)", Gerard Boedijn legpenning van de Samenwerkende Muziekorganisaties.